# De Kleine Lettertjes
De Kleine Lettertjes is een luchtige quiz uit 2017 van KRO-NCRV. De quiz gaat over de wet en hoe die moet geïnterpreteerd worden, welke zaken strafbaar zijn en welke niet.

## Kenmerken
De quiz wordt gepresenteerd door Jörgen Raymann. Er zijn twee teams met als vaste captains Thomas van Luyn en Pieter Derks. Verder zit er in elk team nog een bekende Nederlander, die elke keer wisselt.
De deelnemers krijgen verschillende cases voorgelegd, waarbij ze moeten beslissen wat er volgens de wet correct is. Er is ook telkens een reisverhaal van Raymann, waarbij de deelnemers moeten raden welke van zijn activiteiten tegen de wet is. Uitleg wordt verstrekt door rechter Martine van Rijn, en er is een jury die bepaalt wie het beste gespeeld heeft.

## Afleveringen
| Aflevering | Datum        | Deelnemers                                |
| ---------- | ------------ | ----------------------------------------- |
| 1          | 20 mei 2017  | Anita Witzier en Irene Moors              |
| 2          | 27 mei 2017  | Daan Nieber en Marlijn Weerdenburg        |
| 3          | 3 juni 2017  | Erik van Muiswinkel en Paulien Cornelisse |
| 4          | 10 juni 2017 | Imanuelle Grives en Eric van Sauers       |
| 5          | 17 juni 2017 | Peter Heerschop en Martine Sandifort      |
| 6          | 24 juni 2017 | Niels van der Laan en Jeroen Woe          |